# Molophilus distinctissimus
Molophilus distinctissimus là một loài ruồi trong họ Limoniidae. Chúng phân bố ở miền Australasia.